# 無問西東
《無問西東》最初是作為清華大學百年校慶獻禮的電影作品，是由文津时代文化创意（北京）股份有限公司、中国电影集团公司、太合环球影视投资有限公司联合出品的青春爱情片。導演與編劇是李芳芳，並由章子怡、黄晓明、张震、王力宏、陈楚生联合主演，于2018年1月12日在中国大陸上映。

## 故事情节
四个不同时代却同样出自清华大学的年轻人，对青春满怀期待，也因面對矛盾複雜的时代变化在挣扎中前行，最终找寻到自我價值。

### 故事之间的联系
第一个故事中的主人公吴岭澜是第二个故事里主人公沈光耀的哲学老师，第三个故事里主人公陈鹏是沈光耀空投食物的孤儿院的孤儿，第四个故事里张果果的父母是被第三个故事里的李想救下来的。

## 演員表
| 演员   | 角色     | 簡介 |
| 張震   | 张果果   | 生活在2012年，广告公司的高層主管，人稱張總。因公司打算競投一個嬰兒奶粉公司的銷售廣告，果果想聘用一四胞胎婴儿家庭作廣告代言人，他向婴儿家人承诺会争取四胞胎的手术费。而在对他们提供帮助后，他开始怀疑四胞胎的家人赖上了他。之后张果果遭遇了勾心斗角的职场潜规则，被上司设计被迫离职。 |
| 章子怡 | 王敏佳   | 生活在1960年代，孤兒出身，和相同身世的李想、陳鵬一起長大，3個人的關係要好又微妙。因不甘他們的老師長期被妻子欺凌，出於正義凜然，寫了一封「警告信」給老師的妻子，3人命運被徹底改寫。之後，敏佳被發現是「警告信」的寫手，被老師妻子指責勾引其夫，更因敏佳兒時曾向毛澤東獻花的謊言被揭穿，莫名被扣上「四宗罪」的王敏佳被押上批判台，接受眾人的唾棄、辱罵、毆打，甚至险些被夺走了生命，被迫害至毁容。当陈鹏向她表白时，她是自卑的，她经历过深入谷底的痛，影响着她的一生。 |
| 黃曉明 | 陳鵬     | 生活在1960年代，清華大學工程物理系最優秀的學生，非常认真、执着和纯粹。將王敏佳從鬼門關救回，帶著她遠赴異地，幫她隱姓埋名，陳鵬對王敏佳卑微的愛，在王敏佳毀容後才敢於表露。後远赴大西北研制原子弹。 |
| 王力宏 | 沈光耀   | 生活在抗戰時代，沈光耀是在富裕的傳統家庭成長的陽光少年，身體、智力雙重優秀。父母對沈光耀的期待是希望他能體驗人生樂趣。但同时他心怀国家大义，在国家危难之际，毅然决然选择成为一名飞行员，为保家卫国献上了自己最绚烂的青春。沈光耀的原型是清華大學土木工程系學生沈崇誨，其父為法學名士、曾任中華民國司法院大法官的沈家彝。 |
| 陳楚生 | 吳嶺瀾   | 生活在1920年代，英文學、國文學都是滿分，物理學考試成績卻屬於「不列」，迷失在“最好的學生都讀实科”的理念中，一度非常痛苦。梅貽琦勸他尋找真實而非踏實，亦即「一種從心靈深處滿溢出來的不懊悔也不羞恥的平和與喜悅」。直到看见泰戈尔的访华演讲，吴岭澜才豁然頓悟。 |
| 祖峰   | 梅貽琦   | 國立清華大學歷史上任期最長的校長（1931年 - 1948年、1955年 - 1962年）。被兩岸清華人共同尊稱為「永遠的校長」。 |
| 諶龍   | 羽球教練 | 張果果的羽球教練 |

## 製作
本片從 2011 年開始籌備，2012 年在清華大學大禮堂舉辦了正式的新聞發佈會，2014 年拍完，直到 2018 年才正式上映。
作為對清華大學校慶的獻禮之作，《無問西東》影片的結尾，用長達七分鐘的字幕介紹了影片中悄無聲息出現的清華傑出校友，梅貽琦、梁啟超、梁思成、馮友蘭、錢穆、王國維、朱自清、聞一多、鄧稼先等人都在其中。
有人認為，《無問西東》之所以姍姍來遲六年，是因為涉及文化大革命等政治敏感議題。

## 反响

### 票房表现
截止2月19日在中国大陆累计票房 7.53 亿元。
| 上一届： 《前任3：再见前任》 | 2018年中国内地一周票房冠军 第3週 | 下一届： 《神秘巨星》 |

### 评价
《無問西東》在2018年1月12日(周五)上映當天，票房只有3500萬，周日緩慢爬升到5300萬，到周二終於當上了單日的票房冠軍。同時，《無問東西》的豆瓣評分也從6.5分逐漸爬升到了7.4分。影評人口碑兩極分化，喜歡的大受感動、痛哭流涕；不喜歡的斥責影片敘事混亂，作為普通敘事電影尚且不合格，更不要說是敘事宏大的年代片。
《无问》于2018年12月获得第10届澳门国际电影节评委会大奖、最佳男主角（王力宏）、最佳女主角（章子怡）。截至2024年3月，该影片票房为75400万元。

## 幕後花絮
- 片名《无问西东》取自清华大学校歌中的一句歌词：「立德立言，无问西东」。
- 章子怡在飞机上看剧本，看到一段时就开始掉眼泪。
- 王力宏在拍摄一场需要前滚翻的戏时拍了19条，肩膀都磨出血了。
- 黄晓明在拿到剧本时就把它看完了，并且两次因感动而落泪。
- 该片是陈楚生首次出演大银幕作品。
- 影片在西南联大拍摄时，王力宏主动去捡场地上的垃圾，并带动了现场的学生加入。
- 片中章子怡所演角色的两条麻花辫，导演李芳芳让她试了各种长短、粗细不同的辫子。
- 片尾的彩蛋是导演李芳芳筹备了14个月翻阅百万字文献和十余万张历史影像制作的。
- 王力宏在片中飾演報考空軍的愛國青年。在兩岸電影展開幕式中，王被媒體問到如果女兒長大想當兵的話，是否會像片中的父母反對？王力宏一時語塞，想了好長的時間，表情相當驚訝不可思議地說：「我女兒想要當兵的話，這個假設我必須消化一下。」但如果女兒執意要做這件事「我還是用我的方式去管她，我會想要去瞭解她，如果她真的下定決心，一定要做這個事情，肯定有她的原因。」[7]

## 外部連結
- 豆瓣电影上《無問西東》的資料 （简体中文）
- 时光网上《無問西東》的資料（简体中文）
- 互联网电影数据库（IMDb）上《Forever Young》的资料（英文）
- 香港影庫上《無問西東》的資料（繁體中文）